# Fabio Amodeo
Fabio Amodeo (Trieste, 27 marzo 1945 – Udine, 6 aprile 2016) è stato un giornalista, scrittore e storico italiano.

## Biografia
Giornalista dal 1968, professionista dal 1973. 
Come giornalista ha lavorato in varie testate, con vari ruoli da redattore a condirettore, dai quotidiani Il Piccolo (1972-1985) e Alto Adige (1985-1989) ai mensili Autoruote 4x4 (1989-1992) e di nuovo ai quotidiani Trieste Oggi e La Cronaca del Nord-Est. 
La sua grande passione è stata la fotografia e la storia della fotografia che lo ha portato a lavorare, con vari incarichi, ai periodici Photo Italia, View on Photography, fino alle riviste d'arte Juliet Art Magazine e Arte, come responsabile della sezione fotografia. Va ricordato anche come responsabile della redazione della casa editrice Lint Editoriale.
Ha insegnato storia della fotografia all'Università Iulm di Milano (2002-2004) e all'Università di Trieste (2007-2010) e ha ricoperto l'incarico di Presidente della cooperativa che gestisce il Teatro Miela di Trieste.
Muore dopo una lunga malattia.

## Opere principali
- Il gatto, Mondadori, 1991
- Veneto. Immagini del Novecento dall’archivio del Gazzettino, Motta, 1999
- Un secolo di industria triestina, Alinari, 2003
- Trieste 30 aprile 1945, Libreria Editrice Goriziana, 2008
- Ombre di luce, Punto Marte, 2011, co-autore con Stefano Ciol
- La lista di Eichmann. Ungheria 1944: il piano nazista per vendere un milione di ebrei agli Alleati, Feltrinelli, 2013, co-autore con Mario José Cereghino
- Mayerling. Anatomia di un omicidio, Mgs Press, 2013, co-autore con Mario José Cereghino
- Tito spiato dagli inglesi. I rapporti segreti sulla Jugoslavia 1968-1980, Mgs Press, 2014, co-autore con Mario José Cereghino
- Lawrence d’Arabia e l’invenzione del Medio Oriente, Feltrinelli, 2016, co-autore con Mario José Cereghino